# Lamar Hunt U.S. Open Cup 2008
De Lamar Hunt U.S. Open Cup 2008 is een voetbaltoernooi in de Verenigde Staten dat begon op 10 juni en eindigde met de finale op  3 september. De titelhouder was New England Revolution. Het toernooi werd voor de tweede keer gewonnen door D.C. United door in de finale Charleston Battery met 1-0 te verslaan.

## Speeldagen
| Datum       | Ronde        | Opmerking                                                                                 |
| ----------- | ------------ | ----------------------------------------------------------------------------------------- |
| 10 juni     | Eerste ronde | 32 USL en USASA clubs starten in deze ronde                                               |
| 24 juni     | Tweede ronde |                                                                                           |
| 1 juli      | Derde ronde  | 8 MLS clubs beginnen in deze ronde, elke team speelt tegen de winnaar van de Tweede Ronde |
| 8 juli      | Kwartfinale  |                                                                                           |
| 12 augustus | Halve finale |                                                                                           |
| 3 september | Finale       |                                                                                           |

## Eerste ronde
|                       |                                              |       |                                                       |                                                                              |
| 10 juni, 2008 7:00 ET | Clearwater Galactics                         | 2 – 5 | Charlotte Eagles                                      | Charlotte Christian School Charlotte Attendance: Referee: Daniel Burak (USA) |
| 10 juni, 2008 7:00 ET | Cormona 42' Diaz 48' Garcia 61' Restrepo 82' |       | Ssejjemba 34' 76' Swinehart 54' (PK), 66' Herrara 73' | Charlotte Christian School Charlotte Attendance: Referee: Daniel Burak (USA) |

|                       |             |       |                                                             |                                                                                           |
| 10 juni, 2008 7:00 ET | Yakima Reds | 1 – 5 | Harrisburg City Islanders                                   | Skyline Sports Complex Harrisburg, Pennsylvania Attendance: Referee: Stanford Nagle (USA) |
| 10 juni, 2008 7:00 ET | Rojas 86'   |       | Schofield 1' Hacker 16' (OG) Wiesner Barbosa 45+' Bloes 57' | Skyline Sports Complex Harrisburg, Pennsylvania Attendance: Referee: Stanford Nagle (USA) |

|                       |                  |         |                    |                                                                                 |
| 10 juni, 2008 7:30 ET | Brooklyn Knights | 0 – 1   | Carolina RailHawks | WakeMed Soccer Park Cary, North Carolina Attendance: Referee: Abbas Piran (USA) |
| 10 juni, 2008 7:30 ET |                  | Low 86' |                    | WakeMed Soccer Park Cary, North Carolina Attendance: Referee: Abbas Piran (USA) |

|                       |                   |                      |                       |                                                                                |
| 10 juni, 2008 7:30 ET | Boston Olympiakos | 0 – 2                | Western Mass Pioneers | Lusitano Stadium Ludlow, Massachusetts Attendance: Referee: Giany Barbat (USA) |
| 10 juni, 2008 7:30 ET |                   | Krause 32' Deren 66' |                       | Lusitano Stadium Ludlow, Massachusetts Attendance: Referee: Giany Barbat (USA) |

|                       |                               |       |        |                                                                                  |
| 10 juni, 2008 7:30 ET | Pittsburgh Riverhounds        | 4 – 0 | Eagles | Benedictine University Lisle, Illinois Attendance: Referee: Victor Herrera (USA) |
| 10 juni, 2008 7:30 ET | Salsi Browne Jerome MacKenzie |       |        | Benedictine University Lisle, Illinois Attendance: Referee: Victor Herrera (USA) |

|                       |                        |       |                |                                                                                 |
| 10 juni, 2008 7:30 ET | Cleveland City Stars   | 2 – 1 | Michigan Bucks | Ultimate Soccer Arena Pontiac, Michigan Attendance: Referee: Mike Sharrah (USA) |
| 10 juni, 2008 7:30 ET | Franks 23' Hlavaty 34' |       | Shipalane 4'   | Ultimate Soccer Arena Pontiac, Michigan Attendance: Referee: Mike Sharrah (USA) |

|                       |               |                     |                                 |                                                                        |
| 10 juni, 2008 7:30 ET | Adria (USASA) | 1 – 2 na extra tijd | Rochester Rhinos                | PAETEC Park Rochester, New York Attendance: Referee: Chris Penso (USA) |
| 10 juni, 2008 7:30 ET | Morad 86'     |                     | Fitzpatrick 72' (PK) Diallo 96' | PAETEC Park Rochester, New York Attendance: Referee: Chris Penso (USA) |

|                       |           |                    |                            |                                                                                         |
| 10 juni, 2008 7:30 ET | New Stars | 0 – 3              | Charleston Battery (USL-1) | Blackbaud Stadium Charleston, South Carolina Attendance: Referee: Alan Schechtman (USA) |
| 10 juni, 2008 7:30 ET |           | Spicer 23' 30' 43' |                            | Blackbaud Stadium Charleston, South Carolina Attendance: Referee: Alan Schechtman (USA) |

|                       |                        |                                           |                  |                                                                                          |
| 10 juni, 2008 8:00 ET | Fredericksburg Gunners | 0 – 3                                     | Richmond Kickers | Sports Backers Stadium Richmond, Virginia Attendance: 592 Referee: Shaun Papperman (USA) |
| 10 juni, 2008 8:00 ET |                        | Paschalis 11' Nyazamba 20' Bulow 24' (PK) |                  | Sports Backers Stadium Richmond, Virginia Attendance: 592 Referee: Shaun Papperman (USA) |

|                       |                 |       |                                     |                                                                                       |
| 10 juni, 2008 8:00 ET | St. Louis Lions | 1 – 4 | Minnesota Thunder                   | National Sports Center Blaine, Minnesota Attendance: 483 Referee: Fotis Bazakos (USA) |
| 10 juni, 2008 8:00 ET | Heinemann 79'   |       | Tarley 44' 80' Sanchez 57' Paye 89' | National Sports Center Blaine, Minnesota Attendance: 483 Referee: Fotis Bazakos (USA) |

|                       |                          |       |                                        |                                                                     |
| 10 juni, 2008 8:00 ET | Bradenton Academics      | 2 – 4 | Miami FC                               | Tropical Park Stadium Miami Attendance: Referee: Reggie Rutty (USA) |
| 10 juni, 2008 8:00 ET | Boggs Gutierrez 49' (OG) |       | Cameron 25' Inacio 58' Afonso 59' 90+' | Tropical Park Stadium Miami Attendance: Referee: Reggie Rutty (USA) |

|                       |                            |                                               |                                   |                                                                         |
| 10 juni, 2008 8:30 ET | Atlanta Silverbacks        | 2 – 2 na verlenging en 5 – 4 na strafschoppen | Austin Aztex U23                  | Dragon Stadium Round Rock, Texas Attendance: Referee: Andrew Gage (USA) |
| 10 juni, 2008 8:30 ET | Kandji 81' Hayes 113' (PK) |                                               | Lewis Watson 45+' Guadarrama 101' | Dragon Stadium Round Rock, Texas Attendance: Referee: Andrew Gage (USA) |

|                        |                                          |       |                       |                                                                               |
| 10 juni, 2008 10:00 ET | Hollywood United F.C.                    | 3 – 2 | Portland Timbers      | PGE Park Portland, Oregon Attendance: 3,089 Referee: Andres Pfefferkorn (USA) |
| 10 juni, 2008 10:00 ET | Taylor 45+' (PK), 58' (PK) Alexander 90' |       | Brown 32' 45' Oka 51' | PGE Park Portland, Oregon Attendance: 3,089 Referee: Andres Pfefferkorn (USA) |

|                        |                  |                     |                  |                                                                                |
| 10 juni, 2008 10:30 ET | Seattle Sounders | 1 – 0 na extra tijd | Arizona Sahuaros | Grand Canyon University Phoenix Attendance: 3,559 Referee: Richard Heron (USA) |
| 10 juni, 2008 10:30 ET | Treschuk 118'    |                     |                  | Grand Canyon University Phoenix Attendance: 3,559 Referee: Richard Heron (USA) |

|                        |                          |       |                     |                                                               |
| 10 juni, 2008 10:30 ET | Crystal Palace Baltimore | 2 – 1 | Los Angeles Legends | Cougar Stadium Azusa Attendance: Referee: Miguel Chicas (USA) |
| 10 juni, 2008 10:30 ET | Healey 43' 88'           |       | Gallaugher 62'      | Cougar Stadium Azusa Attendance: Referee: Miguel Chicas (USA) |

|                       |                        |                     |                                   |                                                                              |
| 13 juni, 2008 8:00 ET | NY Pancyprian-Freedoms | 2 – 3 na extra tijd | Real Maryland Monarchs            | Maryland SoccerPlex Boyds, Maryland Attendance: Referee: Bryan Roslund (USA) |
| 13 juni, 2008 8:00 ET | Dos Santos 22' 69'     |                     | Hassen 56' Perez 85' Chantal 117' | Maryland SoccerPlex Boyds, Maryland Attendance: Referee: Bryan Roslund (USA) |

## Tweede ronde
|                       |                       |                     |                   |                                                                                       |
| 24 juni, 2008 7:00 ET | Cleveland City Stars  | 2 – 0 na verlenging | Minnesota Thunder | National Sports Center Blaine, Minnesota Attendance: Referee: Jorge Oconitrillo (USA) |
| 24 juni, 2008 7:00 ET | Franks 104' 119' (PK) |                     |                   | National Sports Center Blaine, Minnesota Attendance: Referee: Jorge Oconitrillo (USA) |

|                       |                          |                                             |                               |                                                                                              |
| 24 juni, 2008 7:05 ET | Crystal Palace Baltimore | 2 – 2 na verlenging en 3-1 na strafschoppen | Harrisburg City Islanders     | Skyline Sports Complex Harrisburg, Pennsylvania Attendance: 1,100+ Referee: Tim Snyder (USA) |
| 24 juni, 2008 7:05 ET | King 10' Mbuta 105'      |                                             | Calvano 24' Hoshide 120' (PK) | Skyline Sports Complex Harrisburg, Pennsylvania Attendance: 1,100+ Referee: Tim Snyder (USA) |

|                       |                        |       |                       |                                                                                |
| 24 juni, 2008 7:30 ET | Richmond Kickers       | 2 – 1 | Western Mass Pioneers | Lusitano Stadium Ludlow, Massachusetts Attendance: Referee: Niko Bratsis (USA) |
| 24 juni, 2008 7:30 ET | Nyazamba 84' Jones 59' |       | Deren 63'             | Lusitano Stadium Ludlow, Massachusetts Attendance: Referee: Niko Bratsis (USA) |

|                       |                        |               |                    |                                                                                   |
| 24 juni, 2008 7:30 ET | Real Maryland Monarchs | 0 – 1         | Carolina RailHawks | WakeMed Soccer Park Cary, North Carolina Attendance: Referee: Mark Kadlecik (USA) |
| 24 juni, 2008 7:30 ET |                        | Low 90+' (PK) |                    | WakeMed Soccer Park Cary, North Carolina Attendance: Referee: Mark Kadlecik (USA) |

|                       |                        |                                           |                  |                                                                                 |
| 24 juni, 2008 7:30 ET | Pittsburgh Riverhounds | 0 – 3                                     | Rochester Rhinos | PAETEC Park Rochester, New York Attendance: 3,526 Referee: Jeffrey Mellen (USA) |
| 24 juni, 2008 7:30 ET |                        | Menyongar 26' Salles 61' Kreamalmeyer 75' |                  | PAETEC Park Rochester, New York Attendance: 3,526 Referee: Jeffrey Mellen (USA) |

|                       |                  |       |                             |                                                                                             |
| 24 juni, 2008 7:30 ET | Charlotte Eagles | 1 – 2 | Charleston Battery          | Blackbaud Stadium Charleston, South Carolina Attendance: Referee: Skye Arthur-Banning (USA) |
| 24 juni, 2008 7:30 ET | Herrara 67'      |       | Spicer 12' Alonso 90+' (PK) | Blackbaud Stadium Charleston, South Carolina Attendance: Referee: Skye Arthur-Banning (USA) |

|                       |                     |            |          |                                                                              |
| 24 juni, 2008 8:00 ET | Atlanta Silverbacks | 0 – 1      | Miami FC | Tropical Park Stadium Miami, Florida Attendance: Referee: Roni Canales (USA) |
| 24 juni, 2008 8:00 ET |                     | Afonso 40' |          | Tropical Park Stadium Miami, Florida Attendance: Referee: Roni Canales (USA) |

|                        |                       |                                              |                  |                                                                                       |
| 24 juni, 2008 11:00 ET | Hollywood United F.C. | 0 – 6                                        | Seattle Sounders | Starfire Sports Complex Tukwila, Washington Attendance: Referee: Kevin O'Daniel (USA) |
| 24 juni, 2008 11:00 ET |                       | Scott 3' Gardner 15' Le Toux 22' 38' 60' 63' |                  | Starfire Sports Complex Tukwila, Washington Attendance: Referee: Kevin O'Daniel (USA) |

## Derde ronde
|                      |                  |                                      |                        |                                                                                                 |
| 1 juli, 2008 7:00 ET | Richmond Kickers | 0 – 3                                | New England Revolution | Veteran's Stadium New Britain, Connecticut Toeschouwers: 3,950 Scheidsrechter: Tony Russo (USA) |
| 1 juli, 2008 7:00 ET |                  | Brill 46' Germanese 63' Twellman 67' |                        | Veteran's Stadium New Britain, Connecticut Toeschouwers: 3,950 Scheidsrechter: Tony Russo (USA) |

|                      |                    |                                            |                    | |
| 1 juli, 2008 7:30 ET | Houston Dynamo     | 1 – 1 (na extra tijd) 3-4 na strafschoppen | Charleston Battery | Blackbaud Stadium Charleston, South Carolina Toeschouwers: 3,103 Scheidsrechter: Joe Caroccio (USA) |
| 1 juli, 2008 7:30 ET | S. Wondolowski 89' |                                            | Reda 31'           | Blackbaud Stadium Charleston, South Carolina Toeschouwers: 3,103 Scheidsrechter: Joe Caroccio (USA) |

|                      |                    |                         |                          | |
| 1 juli, 2008 7:30 ET | New York Red Bulls | 0 – 2                   | Crystal Palace Baltimore | Lawrence E. Knight Stadium Annapolis, Maryland Toeschouwers: 1,654 Scheidsrechter: Andrew Chapin (USA) |
| 1 juli, 2008 7:30 ET |                    | Marshall 18' Brooks 75' |                          | Lawrence E. Knight Stadium Annapolis, Maryland Toeschouwers: 1,654 Scheidsrechter: Andrew Chapin (USA) |

|                      |                                           |                     |                         |                                                                                                 |
| 1 juli, 2008 7:30 ET | Kansas City Wizards                       | 4 – 2 na verlenging | Carolina RailHawks      | WakeMed Soccer Park Cary, North Carolina Toeschouwers: 3,116 Scheidsrechter: Niko Bratsis (USA) |
| 1 juli, 2008 7:30 ET | Trujillo 68' 94' Lopez 82' (PK) Pore 119' |                     | Fusilier 43' Watson 58' | WakeMed Soccer Park Cary, North Carolina Toeschouwers: 3,116 Scheidsrechter: Niko Bratsis (USA) |

|                      |                  |               |             |                                                                                             |
| 1 juli, 2008 7:30 ET | Rochester Rhinos | 0 – 2         | D.C. United | Maryland SoccerPlex Boyds, Maryland Toeschouwers: 2,752 Scheidsrechter: Mark Kadlecik (USA) |
| 1 juli, 2008 7:30 ET |                  | Burch 78' 85' |             | Maryland SoccerPlex Boyds, Maryland Toeschouwers: 2,752 Scheidsrechter: Mark Kadlecik (USA) |

|                      |                      |       |                                     |                                                                                         |
| 1 juli, 2008 8:30 ET | Cleveland City Stars | 1 – 4 | Chicago Fire                        | Toyota Park Bridgeview, Illinois Toeschouwers: 6,678 Scheidsrechter: Hidajet Tica (USA) |
| 1 juli, 2008 8:30 ET | McClung 61'          |       | Banner 13' 73' Carr 23' Barrett 26' | Toyota Park Bridgeview, Illinois Toeschouwers: 6,678 Scheidsrechter: Hidajet Tica (USA) |

|                      |           |       |                      |                                                                                   |
| 1 juli, 2008 8:30 ET | Miami FC  | 1 – 2 | FC Dallas            | Pizza Hut Park Frisco, Texas Toeschouwers: 6,559 Scheidsrechter: Jasen Anno (USA) |
| 1 juli, 2008 8:30 ET | Afonso 7' |       | Thompson 45+3' 90+2' | Pizza Hut Park Frisco, Texas Toeschouwers: 6,559 Scheidsrechter: Jasen Anno (USA) |

|                      |            |                        |                  |                                                                                                   |
| 1 juli 2008 10:00 ET | Chivas USA | 0 – 2                  | Seattle Sounders | Starfire Sports Complex Tukwila, Washington Toeschouwers: 2,997 Scheidsrechter: Yader Reyes (USA) |
| 1 juli 2008 10:00 ET |            | Graham 43' Le Toux 80' |                  | Starfire Sports Complex Tukwila, Washington Toeschouwers: 2,997 Scheidsrechter: Yader Reyes (USA) |

## Kwartfinale
|                     |                          |                                               |                        | |
| 8 juli 2008 7:00 ET | Crystal Palace Baltimore | 1 – 1 (na verlenging) en 3-5 na strafschoppen | New England Revolution | Veteran's Stadium New Britain, Connecticut Toeschouwers: 2,590 Scheidsrechter: Hilario Grajeda (USA) |
| 8 juli 2008 7:00 ET | Lader 20'                |                                               | Mansally 6'<           | Veteran's Stadium New Britain, Connecticut Toeschouwers: 2,590 Scheidsrechter: Hilario Grajeda (USA) |

|                     |              |                       |                    |                                                                                           |
| 8 juli 2008 7:30 ET | Chicago Fire | 1 – 2 (na extra tijd) | D.C. United        | Maryland SoccerPlex Boyds, Maryland Toeschouwers: 4,118 Scheidsrechter: Shane Moody (USA) |
| 8 juli 2008 7:30 ET | Woolard 36'  |                       | Doe 77' Namoff 99' | Maryland SoccerPlex Boyds, Maryland Toeschouwers: 4,118 Scheidsrechter: Shane Moody (USA) |

|                      |                                        |       |             |                                                                                   |
| 8 juli, 2008 8:30 ET | Charleston Battery                     | 3 – 1 | FC Dallas   | Pizza Hut Park Frisco, Texas Toeschouwers: 5,911 Scheidsrechter: Doug Wolff (USA) |
| 8 juli, 2008 8:30 ET | Alavanja 28' Fuller 43' Patterson 91+' |       | Cooper 94+' | Pizza Hut Park Frisco, Texas Toeschouwers: 5,911 Scheidsrechter: Doug Wolff (USA) |

|                      |                     |                                               |                  |                                                                                        |
| 8 juli 2008 10:00 ET | Kansas City Wizards | 0 – 0 (na extra tijd) en 5-6 na strafschoppen | Seattle Sounders | Qwest Field Seattle, Washington Toeschouwers: 4,674 Scheidsrechter: Jeremy Vehar (USA) |
| 8 juli 2008 10:00 ET |                     |                                               |                  | Qwest Field Seattle, Washington Toeschouwers: 4,674 Scheidsrechter: Jeremy Vehar (USA) |

## Halve finale
|                          |                        |     |                            |                                                                                       |
| 12 augustus 2008 7:30 ET | New England Revolution | 1–3 | D.C. United                | RFK Stadium Washington, D.C. Toeschouwers: 6,797 Scheidsrechter: Jorge Gonzalez (USA) |
| 12 augustus 2008 7:30 ET | Germanese 34'          |     | Emilio 4' 81' Quaranta 48' | RFK Stadium Washington, D.C. Toeschouwers: 6,797 Scheidsrechter: Jorge Gonzalez (USA) |

|                          |                             |                   |                    |                                                                  |
| 12 augustus 2008 7:30 ET | Seattle Sounders            | 1–1 na extra tijd | Charleston Battery | Blackbaud Stadium Charleston, South Carolina Toeschouwers: 3,798 |
| 12 augustus 2008 7:30 ET | Alonso 20' (eigen doelpunt) |                   | Patterson 32'      | Blackbaud Stadium Charleston, South Carolina Toeschouwers: 3,798 |

|                                                     |       | strafschoppen                                  |  |
| Jackson Le Toux mist Sakuda C. O'Brien Forrest mist | 3 – 4 | Armstrong Alonso Richardson mist Velten Akwari |  |

## Finale
|                     |                    |       |                    |                                                                               |
| 3 september 7:30 ET | Charleston Battery | 1 – 2 | D.C. United        | RFK Stadium, Washington, D.C. Toeschouwers: 8,212 Scheidsrechter: Mark Geiger |
| 3 september 7:30 ET | Ian Fuller 10'     |       | 4' Emilio 50' Fred | RFK Stadium, Washington, D.C. Toeschouwers: 8,212 Scheidsrechter: Mark Geiger |